# Bruine beer
De bruine beer (Ursus arctos) is een roofdier uit de familie van de beren (Ursidae).

## Naam
De wetenschappelijke naam van de bruine beer werd in 1758 gepubliceerd door Carl Linnaeus in de tiende editie van Systema naturae. Die verwees daarbij naar werken van onder meer Conrad Gesner (1551) en John Ray (1693). Beide auteurs gebruikten "Ursus" als naam voor de bruine beer, en noemden "Arctos" (Ἀρκτος) als het Griekse equivalent voor die naam. Ursus arctos is dus naar de Latijnse en Griekse namen voor "beer" vernoemd.

## Kenmerken
Deze dieren zijn groot en stevig gebouwd. In lichaamsbouw verschillen de geslachten weinig, maar de zware mannetjes worden soms wel tweemaal zo zwaar als de meer tengere vrouwtjes. De dikke vacht is meestal donkerbruin, alhoewel de kleur kan variëren van blond tot zwart. Aan de sterke voorpoten bevinden zich lange, niet intrekbare klauwen. Verder hebben ze een opvallende schouderbult. De lichaamslengte bedraagt 1,7 tot 2,8 m, de staartlengte is 5 tot 20 cm en het gewicht 80 tot boven de 600 kg.

## Leefwijze
Bruine beren eten hoofdzakelijk planten, zoals knollen en wortels, die ze met hun lange klauwen uitgraven. Wanneer ze vlees willen eten hebben ze het gemunt op gemakkelijke prooien zoals runderen en huisdieren. Bruine beren voelen zich ook thuis bij het water. In de buurt van watervalletjes of ondiepe plekken in een rivier kunnen ze urenlang op de loer liggen om zalmen te verschalken die stroomopwaarts trekken om kuit te schieten. De beer springt er dan bovenop en verlamt de vis met een krachtige beet of een rake klap van zijn sterke poten. Eenmaal gevangen is er voor de zalm geen ontsnappen meer mogelijk. Beren houden een winterrust, die torpor wordt genoemd, tenminste in koude streken. Deze is echter erg licht en kan op elk gewenst moment onderbroken worden. Bruine beren kunnen 25 jaar worden, in gevangenschap nog ouder.

## Verspreiding
Deze soort komt voor in Europa, Azië en Amerika. In Noord-Amerika komen drie ondersoorten voor, de kodiakbeer, de grizzlybeer en de Mexicaanse beer. In Europa leeft de Europese bruine beer. Eens waren ze in Europa talrijk, maar momenteel komen nog slechts restpopulaties voor, onder andere in Scandinavië, Oost-Europa (vooral in Roemenië) en Azië.

## Ondersoorten
Er worden doorgaans veertien ondersoorten van de bruine beer onderscheiden, waarvan er drie uitgestorven zijn. Sommige auteurs onderscheiden nog vijf ondersoorten meer.
- Ursus arctos arctos – Europese bruine beer – Komt voor in Scandinavië, Centraal- en Oost-Europa, oostwaarts tot aan de Jenisej[8]
- Ursus arctos beringianus – Kamtsjatkabeer – Komt voor op het schiereiland Kamtsjatka en de Koerilen[8]
- † Ursus arctos californicus – Californische grizzlybeer – Kwam voor in Californië[8]
- Ursus arctos collaris – Oost-Siberische bruine beer – Komt voor in Oost-Siberië, vanaf de Jenisej oostwaarts over de gehele taigagordel; de zuidgrens van het areaal ligt ter hoogte van de autonome republiek Chakassië en de zuidelijke grens van de Kraj Krasnojarsk[9]
- † Ursus arctos crowtheri – Atlasbeer – Kwam voor in het Atlasgebergte[8]
- Ursus arctos gobiensis – Gobibeer – Komt voor in het zuidwesten van Mongolië[10]
- Ursus arctos horribilis – Grizzlybeer – Komt voor in het westen en noorden van Canada en het midden en noorden van Alaska[8]
- Ursus arctos isabellinus – Isabelbeer – Komt voor in het Tiensjangebergte, Pamirgebergte en buiten de grenzen van de voormalige Sovjet-Unie in het westen van de Himalaya, Hindoekoesj en Karakoram[11]
- Ursus arctos lasiotus – Oessoeribeer – Komt voor in het Russische Verre Oosten (Oblast Amoer, Sichote-Alingebergte en Oblast Sachalin) en Hokkaido[8]
- Ursus arctos marsicanus – Marsicaanse bruine beer of Abruzzenbeer – Komt voor in de Apennijnen[8]
- Ursus arctos middendorffi – Kodiakbeer – Komt voor op het eiland Kodiak, Afognak en Shuyak[8]
- † Ursus arctos nelsoni – Mexicaanse beer – Kwam voor in het noorden van Mexico en de aangrenzende delen in de Verenigde Staten[8]
- Ursus arctos pruinosus – Tibetaanse blauwe beer – Komt voor in het Tibetaans Hoogland[12]
- Ursus arctos syriacus – Syrische bruine beer – Komt voor in de Zuidelijke Kaukasus, Turkije, Irak, Iran, Afghanistan en het westen van Pakistan[8]

Sommige instanties en auteurs onderscheiden ook de onderstaande ondersoorten:
- Ursus arctos alascensis – Binnenland van Alaska
- Ursus arctos dalli – Zuidoost-Alaska
- Ursus arctos gyas – Zuidwestkust van Alaska
- Ursus arctos sitkensis – Alexanderarchipel
- Ursus arctos stikeenensis – West-Canada

## Gebruik van werktuigen
Bij één beer werd het gebruik van een werktuig aangetoond, namelijk een steen. Het dier gebruikte deze steen vermoedelijk om voedsel uit zijn vacht te halen of om zijn jeukende vacht te krabben. Normaal gesproken krabben bruine beren hun vacht tegen een boom of rots. De beer geeft bij het gebruik van de steen blijk van een geavanceerde motoriek, wat mogelijk gelinkt kan worden aan de relatief grote hersenen van beren. Aangezien het maar één waarneming betreft, is het onzeker hoe gebruikelijk werktuigen zijn bij bruine beren.

## In populaire cultuur
Vanwege zijn uiterlijk (ogen centraal in het hoofd en soms relatief kleine oren), waardoor hij enigszins menselijk aandoet, is de beer gebruikt als model voor een pop, de zogenaamde teddybeer. Hierbij is de aanduiding "Teddy" afkomstig van de voormalige Amerikaanse president Theodore Roosevelt.
De beer heeft ook model gestaan voor diverse figuren uit strips, zoals Olivier B. Bommel van Marten Toonder en Bruintje Beer.

## Fotogalerij

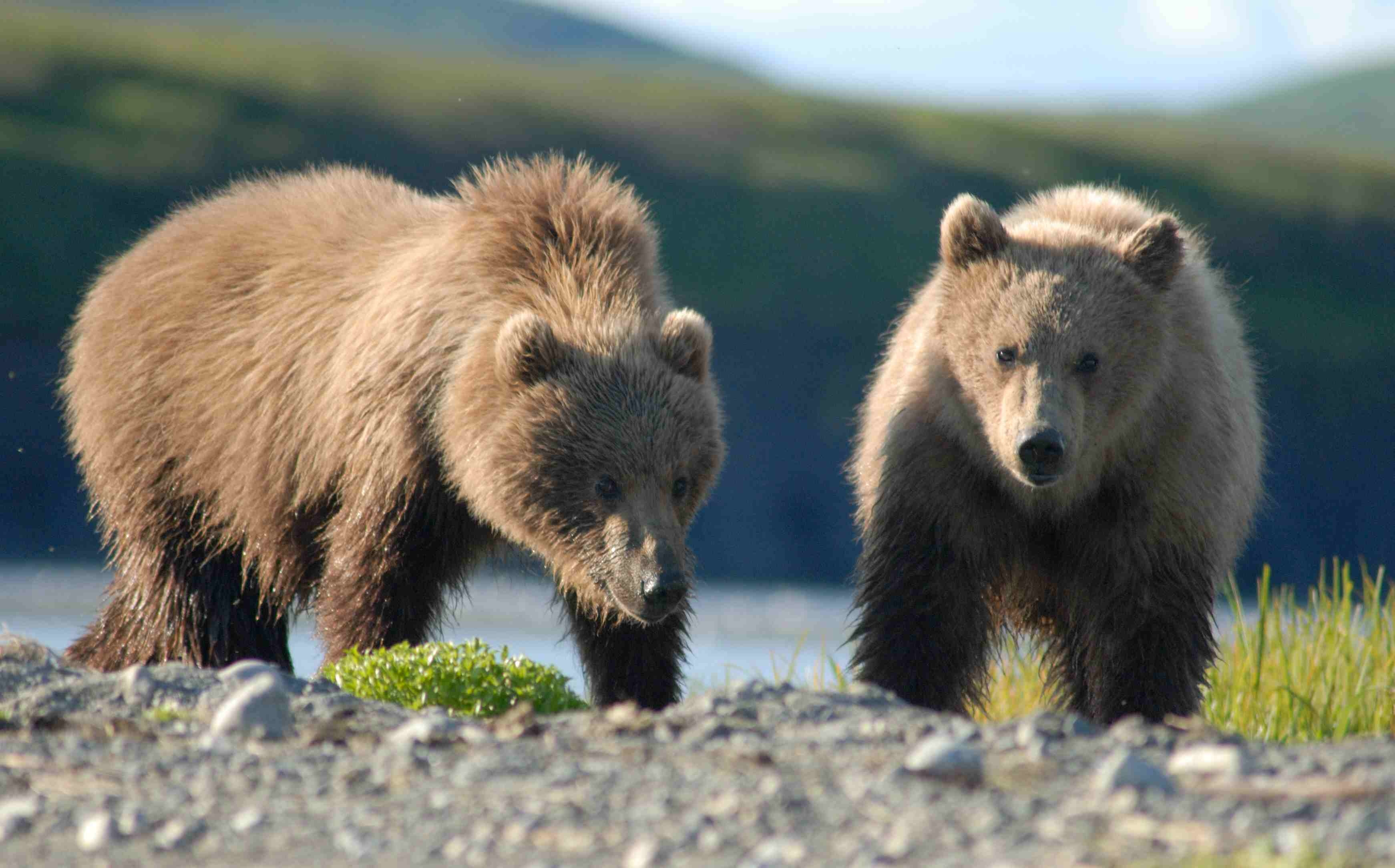
Twee jonge bruine beren in Alaska.
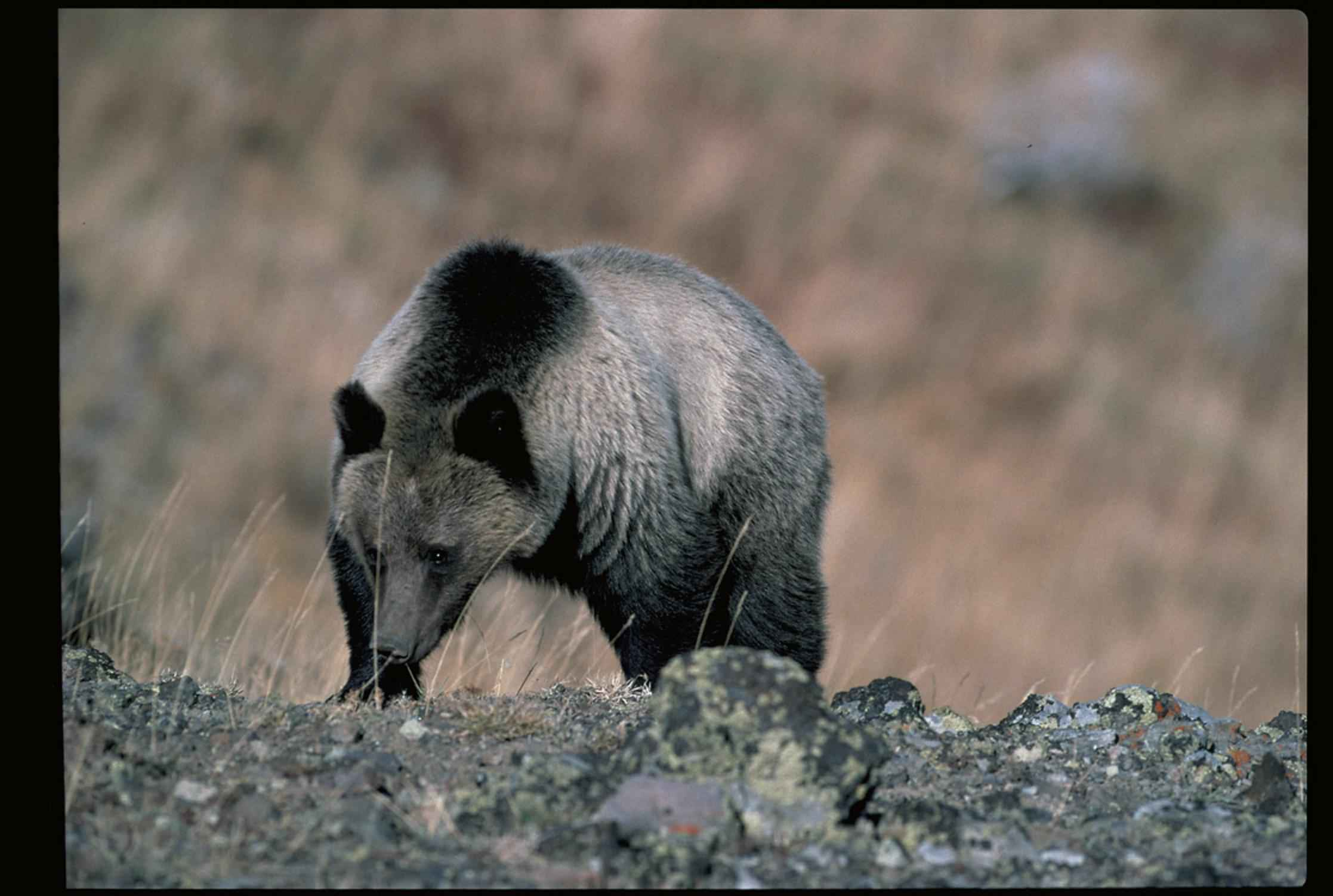
Een jonge bruine beer.
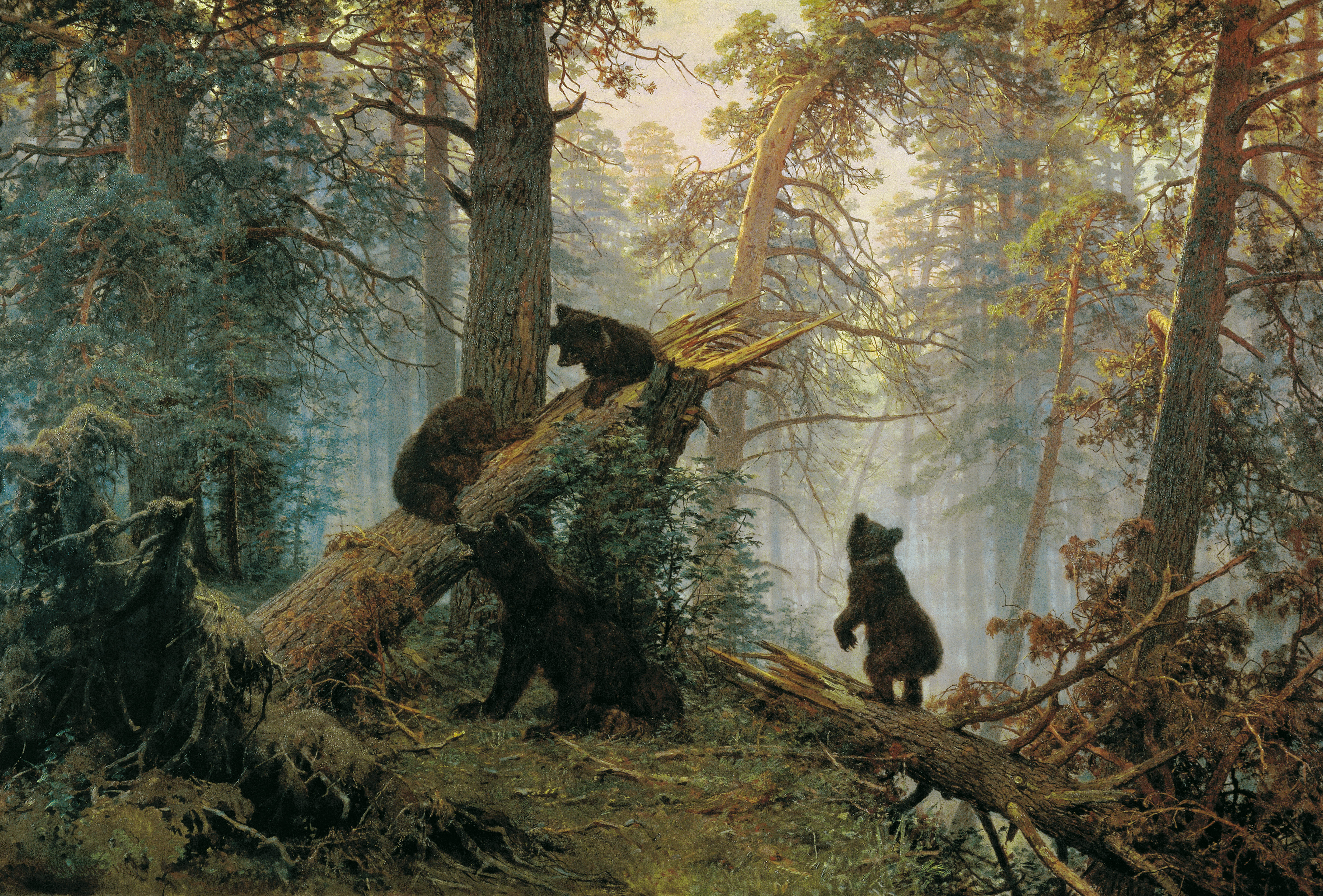
Ivan Sjisjkin en Konstantin Savitski - Ochtend in een dennenbos (1889).
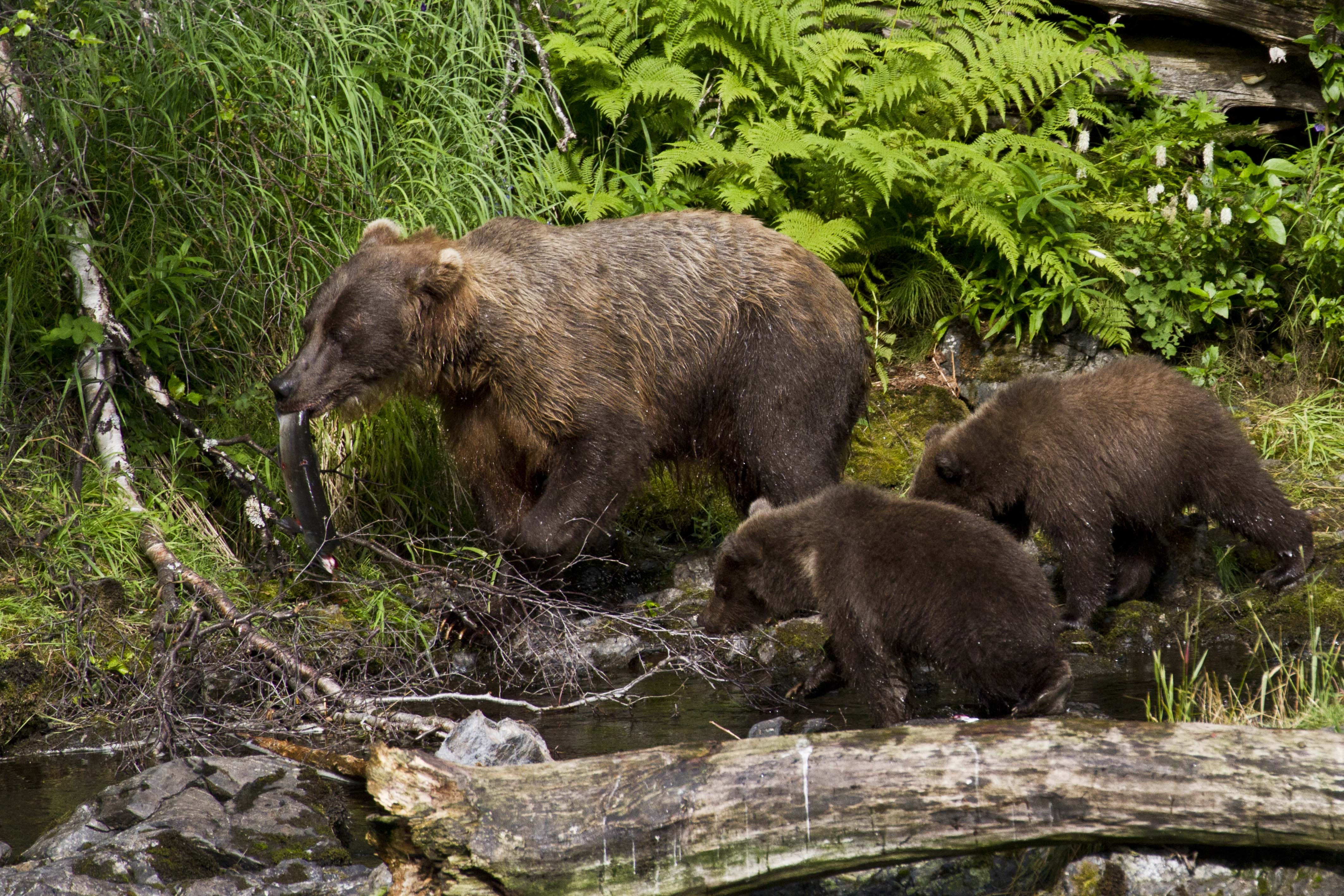
Moeder bruine beer met jongen in Nationaal Wildreservaat Kenai in Alaska.
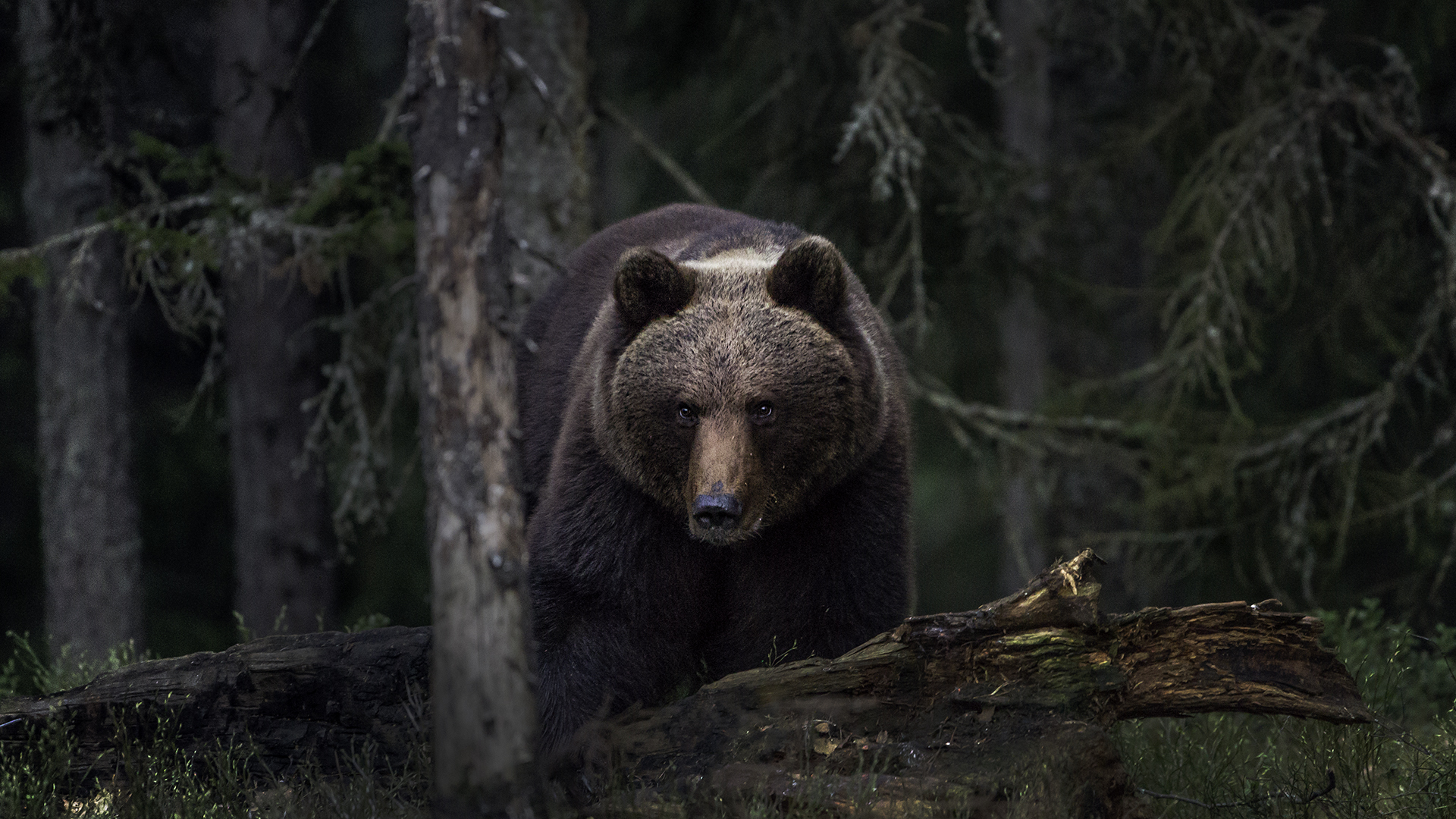
Een volwassen bruine beer in Noorwegen.
Wapen van de Zweedse gemeente Årjäng.

Europese bruine beer (U. a. arctos) · Kamtsjatkabeer (U. a. beringianus) · Oost-Siberische bruine beer (U. a. collaris) · U. a. dalli · Gobibeer (U. a. gobiensis) · U. a. gyas · Grizzlybeer (U. a. horribilis) · Isabelbeer (U. a. isabellinus) · Oessoeribeer (U. a. lasiotus) · Marsicaanse bruine beer (U. a. marsicanus) · Kodiakbeer (U. a. middendorffi) · Tibetaanse blauwe beer (U. a. pruinosus) · U. a. pyrenaicus · U. a. sitkensis · U. a. stikeenensis · Syrische bruine beer (U. a. syriacus)